# (37935) 1998 GW
1998 GW (asteroide 37935) é um asteroide da cintura principal. Possui uma excentricidade de 0.14818960 e uma inclinação de 8.29524º.
Este asteroide foi descoberto no dia 3 de abril de 1998 por Spacewatch em Kitt Peak.